# Zanka (Tanzania)
Zanka è una circoscrizione rurale (rural ward) della Tanzania situata nel distretto di Bahi, regione di Dodoma. Conta una popolazione di 16 544 abitanti (censimento 2022).